# خوان مونیز (بازیکن فوتبال، زاده ۱۹۹۲)
خوان مونیز (انگلیسی: Juan Muñiz؛ زادهٔ ۱۴ مارس ۱۹۹۲) بازیکن فوتبال اهل اسپانیا است.
از باشگاه‌هایی که در آن بازی کرده‌است می‌توان به باشگاه فوتبال میراندس، باشگاه خیمناستیک تاراگونا و باشگاه فوتبال اسپورتینگ خیخون اشاره کرد.
وی همچنین در تیم‌های ملی فوتبال زیر ۱۷ سال اسپانیا و زیر ۱۹ سال اسپانیا بازی کرده‌است.